# コールドゲーム (漫画)
『コールドゲーム』は、和泉かねよしによる日本の漫画作品。『ベツコミ』（小学館）にて、2017年8月号から連載開始。
2018年に講談社、集英社、小学館、白泉社の4社により行われた今読むべき少女漫画を推薦する「4社合同少女マンガフェア 2018」にて、本作は『Cocohana』（集英社）の編集者から推薦された。
2018年12月、「このマンガがすごい! 2019」オンナ編にランクイン。
『ベツコミ』2019年1月号に付属した「江口拓也がベツコミ作品のヒーロー7人を演じるドラマCD」では、本作のアーサーが江口によって演じられ、同誌2019年8月号に付属の「Bitter＆Sweet男子 ドラマCD」では寺島拓篤が演じている。『ベツコミ』2021年1月号の付録のボイスコミックDVDから日野聡がアーサー役を担当しており、後に発売された単行本第5巻の特装版同梱のボイスコミックDVDでも担当している。

## あらすじ
政略結婚で西の果てにある大国・E国に嫁ぐことになったアルナ。しかしE国は1年前に王が代替わりして以降、密偵も生きて戻らず情報がつかめない。アルナは王の命によって侍女カミラと入れ替わり、騎士として宮廷に乗り込みE国の情勢を探ることになる。一方、E国では5人の正妃候補がその座を争い、策略で命を落とすものも居る状況だった。

## 登場人物
声は、特筆がなければボイスコミックDVD版の担当声優。
アルナ
声 - 七瀬彩夏
B国の王女で銀髪と青い目の美少女。15歳。10人居る王子・王女の末妹で剣技に優れる。E国の王から王妃に望まれて嫁ぐことになるが、途中で侍女のカミラと入れ替わって女騎士カミラを名乗るが、のちにスミレと呼ばれるようになる。
ヨハン・クレー
B国の有力者クレー家の当主ベンノの息子。アルナの許嫁だった。
カミラ
声 - 夏目あり沙
王家の傍流で、アルナと同じく銀髪と青い目をしている。アルナの侍女としてE国に同行するが、その途上でアルナの影として入れ替わる。
アーサー
声 - 江口拓也（「ヒーロー7人を演じるドラマCD」版） / 寺島拓篤（「Bitter＆Sweet男子ドラマCD」版） / 日野聡
E国の王で、前王ヘンリーの異母弟。従兄弟のケイ（声 - 福原かつみ）と入れ替わっている。
カザリン
S国から前王ヘンリーに嫁いだ。E国の正妃候補序列1位だが、アーサーとは義理の姉弟であるとして正妃となれない状態にある。
アン・グレゴリー
E国の貴族の娘で正妃候補の序列3位。残虐な性格で、他の正妃候補を策略で陥れて殺害していく。
クリスティナ・ディアラム
正妃候補の序列4位。アンの実姉。
リズィー・オブ・グレイ
正妃候補の序列5位だったが、アンの策略によって姦通罪の罪を着せられて処刑される。
エドワード・ヒューズ
E国の貴族・ヒューズ家の長男。
アデール・ヒューズ
声 - 嶋野花
エドワードの妹でアルナ（のふりをしたカミラ）の世話係。

## 制作
編集者によると「王妃の座を懸けた女同士のマウンティング」が本作の見どころである。単行本では加筆が行われている。

## 書誌情報
- 和泉かねよし 『コールドゲーム』 小学館〈フラワーコミックス〉、既刊9巻（2024年8月9日現在）
  1. 2018年2月9日発売[10][12]、ISBN 978-4-09-139843-7
  2. 2018年9月26日発売[11]、ISBN 978-4-09-870143-8
  3. 2019年5月10日発売[4][13]、ISBN 978-4-09-870442-2
  4. 2020年2月10日発売[14]、ISBN 978-4-09-870753-9
  5. 2021年3月10日発売[15]、ISBN 978-4-09-871148-2
    - ボイスコミックDVD付き特装版（同日発売[16][8]）、ISBN 978-4-09-943080-1

  6. 2021年11月10日発売[17]、ISBN 978-4-09-871473-5
  7. 2022年10月7日発売[18]、ISBN 978-4-09-871781-1
  8. 2023年9月8日発売[19]、ISBN 978-4-09-872235-8
  9. 2024年8月9日発売[20]、ISBN 978-4-09-872581-6